# Clifton, Ohio
Clifton är en ort (village) i Clark County, och Greene County, i Ohio. Vid 2020 års folkräkning hade Clifton 131 invånare.